# Parailia congica
Parailia congica és una espècie de peix de la família dels esquilbèids i de l'ordre dels siluriformes.

## Morfologia
- Els mascles poden assolir 10 cm de longitud total.[4][5]

## Reproducció
És ovípar i els ous no són protegits.

## Alimentació
Menja principalment insectes terrestres petits i aquàtics.

## Hàbitat
És un peix d'aigua dolça i de clima tropical (23 °C-26 °C).

## Distribució geogràfica
Es troba a Àfrica: conca del riu Congo.